# Џон Абруци
Џон Абруци (енгл. John Abruzzi) је измишљени лик из америчке ТВ серије Бекство из затвора. Његов лик тумачи Питер Стормар. Џон се у серији први пут појављује већ у првој епизоди и један је од главних ликова.
Џон Абруци је бивши мафијашки бос Чикага и најозлоглашенији је затвореник у Фокс риверу. Свој статус познате личности ван затвора претворио је у моћ унутар затворских зидина. Други затвореници, чак и они осуђени због убиства, страхују од Абруција. Иако чувари силом спроводе правила, Џон Абруци фактички влада затвором. Абруци је осуђен за убиство и конспирацију пошто је деценијама успевао да избегне оптужбе које су подносили окружни тужиоци државе Илиноис. Ото Фибоначи сведочио је на његовом суђењу, успевши уверити судије да га осуде за убиство двојице гангстера, који су њему дуговали велику суму новца. Абруци је касније унајмио обојицу да елиминише Фибоначија, присиливши га да се придружи програму заштите сведока.